# 王浚 (人机与环境工程技术专家)
王浚（1935年7月29日—），山西孝义人，中国人机与环境工程技术专家，北京航空航天大学教授。1959年毕业于北京航空学院（原）。2001年当选为中国工程院院士。